# داج سیتی (آلاباما)
داج سیتی (به انگلیسی: Dodge City) شهری در شهرستان کالمن ایالت آلاباما است که مساحت آن ۸٫۹۴ کیلومتر مربع است و در سرشماری سال ۲۰۱۰ میلادی، ۵۹۳ نفر جمعیت داشته و تراکم جمعیتی آن، ۶۶٫۳۳ نفر در هر کیلومتر مربع بوده است.